# Lori Nelson
Lori Nelson (n. 15 august 1933, Santa Fe, New Mexico, SUA – d. 23 august 2020, Los Angeles, California, SUA) a fost o actriță americană de film și televiziune. Este probabil cel mai notabilă pentru rolurile sale din serialul TV Cum să te căsătorești cu un milionar (How to Marry a Millionaire) sau pentru filme ca Am murit o mie de ori sau Creatura din Laguna Neagră se întoarce.

## Filmografie
- Underwater! (1955)

Surse:
| An   | Titlu                        | Rol              | Note                                     |
| ---- | ---------------------------- | ---------------- | ---------------------------------------- |
| 1952 | Bend of the River            | Marjie Baile     |                                          |
| 1952 | Ma and Pa Kettle at the Fair | Rosie Kettle     |                                          |
| 1952 | Francis Goes to West Point   | Barbara Atwood   |                                          |
| 1953 | All I Desire                 | Lily Murdoch     |                                          |
| 1953 | The All American             | Sharon Wallace   |                                          |
| 1953 | Walking My Baby Back Home    | Claire Millard   |                                          |
| 1953 | Tumbleweed                   | Laura            | Alt titlu: Three Were Renegades          |
| 1954 | Destry                       | Martha Phillips  |                                          |
| 1954 | Underwater!                  | Gloria           | Alt titlu: The Big Rainbow               |
| 1955 | Revenge of the Creature      | Helen Dobson     |                                          |
| 1955 | Ma and Pa Kettle at Waikiki  | Rosie Kettle     |                                          |
| 1955 | Sincerely Yours              | Sarah Cosgrove   |                                          |
| 1955 | I Died a Thousand Times      | Velma            |                                          |
| 1955 | Day the World Ended          | Louise Maddison  |                                          |
| 1956 | Mohawk                       | Cynthia Stanhope |                                          |
| 1956 | Pardners                     | Carol Kingsley   |                                          |
| 1956 | Hot Rod Girl                 | Lisa Vernon      |                                          |
| 1957 | Untamed Youth                | Jane Lowe        |                                          |
| 1957 | Outlaw's Son                 | Lila Costain     | Alt titlu: Gambling Man His Father's Son |
| 1991 | Black Gaucho                 |                  | Alt titlu: Gaúcho Negro                  |
| 1998 | Mom, Can I Keep Her?         | Stephanie        | Direct-pe-video                          |
| 2005 | The Naked Monster            | Dr. Helen Dobson |                                          |

| An      | Titlu                      | Rol                               | Note                                     |
| ------- | -------------------------- | --------------------------------- | ---------------------------------------- |
| 1955    | It's a Great Life          | Vera Thompson                     | 2 episoade                               |
| 1955–56 | Climax!                    | Mary                              | 2 episoade                               |
| 1957    | The 20th Century Fox Hour  | Cathy Devlin                      | Episodul: "Threat to a Happy Ending"     |
| 1957    | The Pied Piper of Hamelin  | Mara                              | Film TV                                  |
| 1957–58 | How to Marry a Millionaire | Greta Hanson                      | 39 episoade                              |
| 1959    | Wanted: Dead or Alive      | White Antelope aka Doris Albright | Episodul: "Bounty for a Bride"           |
| 1959    | The Texas                  | Elizabeth                         | Episodul: "The Man Hater"                |
| 1959    | Wagon Train                | Charity Steele                    | Episodul: "The Steele Family Story"      |
| 1959    | The Millionaire            | Lorraine Daggett                  | Episodul: "Millionaire Lorraine Daggett" |
| 1959    | General Electric Theater   | Sylvia                            | Episodul: "Night Club"                   |
| 1959    | Sugarfoot                  | Ellen Conway                      | Episodul: "The Gaucho"                   |
| 1959    | Tales of Wells Fargo       | Susan                             | Episodul: "Relay Station"                |
| 1960    | Lock-Up                    | Honey Evans                       | Episodul: "The Seventh Hour"             |
| 1960–61 | The Tab Hunter Show        | Various roles                     | 2 episoade                               |
| 1961    | Dante                      | Cynthia Rogers                    | Episodul: "Dial D for Dante"             |
| 1961    | Laramie                    | Grace                             | Episodul: "Trigger Point"                |
| 1961    | Bachelor Father            | Spring Loring                     | Episodul: "Drop That Calorie"            |
| 1961    | Whispering Smith           | Mrs. Venetia Molloy               | Episodul: "Double Edge"                  |
| 1961    | Armstrong Circle Theatre   | Mrs. Median                       | 2 episoade                               |
| 1971    | Family Affair              | Dr. Joan Blanton                  | Episodul: "Goodbye, Mrs. Beasley"        |
| 1994    | Secret Sins of the Father  | Mrs. Lieber                       | Film TV                                  |